# اس‌ام یوبی-۲۸
اس‌ام یوبی-۲۸ (به انگلیسی: SM UB-28) یک زیردریایی بود. این زیردریایی در سال ۱۹۱۵ ساخته شد.